# Farornas väg
Farornas väg (engelska originalet: The Eye of the World) är del 1 i Robert Jordans fantasyserie Sagan om Drakens Återkomst (Wheel of Time). Den kom ut 1992 och är översatt till svenska av Ylva Spångberg.

## Handling
Boken handlar om fem ungdomar, en marknadsgycklare, en Aes Sedai och hennes väktare som flyr från den lilla byn Emondsvall för att försöka nå Tar Valon, ordens legendariska huvudsäte. Ungdomarna flyr eftersom de blivit hotade av ondskans hantlangare och bara kan känna sig säkra i Tar Valon. Den av ungdomarna som står i centrum är Rand al'Thor, som i hela sitt liv bott med sin far Tam en bit bort från byn på en fårfarm. Då han ser en svartklädd man vars mantel inte rör sig i vinden börjar saker att hända i byn. Rand är inte den ende som har sett främlingen. Det har även hans vänner upptågsmakaren Mat Cauthon och smedslärlingen Perrin Aybara gjort. Samtidigt är Aes Sedaien Moiraine och hennes väktare Lan i byn. När byn attackeras av en armé av trollocker beslutar sig Aes Sedaien för att ta med de tre ungdomarna och även flickan Egwene al'Vere till Tar Valon. Då de kommit till den närmaste staden, Baerlon, hinner byns unga klokfru Nynaeve al'Meara ifatt dem för att övertala Moiraine att få ta med sig ungdomarna hem igen. När Moiraine vägrar gå med på detta bestämmer sig Nynaeve istället för att följa med gruppen för att kunna skydda ungdomarna. När en armé av trollocker och myrddraal attackerar dem söker de skydd i den övergivna staden Shadar Logoth. Staden är nämligen så otäck att inte ens trollocker brukar våga sig in där. I Shadar Logoth hittar Mat en dolk som han tar. Trollockerna tar sig trots sin motvilja in i staden och när sällskapet ska fly kommer de ifrån varann.